# Q (Star Trek)
Q är en ras i Star Treks fiktiva universum. Q utgörs av näst intill omnipotenta, odödliga, gudalika varelser som lever i en parallell existens kallad Q-kontinuiteten. De brukar anses vara väldigt irriterande av övriga raser i Star Treks universum. John de Lancie spelar den medlem av rasen som förekommer mest i serierna.

## Relationer
Under den tid som mänskligheten har varit i kontakt med Q har många relationer vuxit fram, ofta med mindre lyckosamma resultat. Ett besök av Q leder ofta till hög irritation i slutändan och en önskan om att slippa se denne igen. De mest kända relationerna är mellan några av stjärnflottans kaptener och Q (John de Lancie). Det är genom honom som Q-kontinuiteten blivit känd, då han introducerade kontinuiteten för Jean-Luc Picard. Följande personer är de som har de mest väldokumenterade relationerna till Q.

### Jean-Luc Picard
Av de personer som har haft kontakt med Q är Picard den som har fått flest besök av denna irriterande varelse. Picards första möte med Q kom i samband med rymdskeppet Enterprise-Ds första uppdrag, det av stjärnflottan så kallade Farpoint mission. Det var även vid detta tillfälle som federationen för första gången stötte på Q, som startade en rättegång mot mänskligheten med anklagelser om att den var en barbarisk ras. Picard gjorde förväntat motstånd, vilket resulterade i att han och resten av besättningen sattes på prov.
Q och Picard har därefter träffats flera gånger, ofta för att Q vill lära sig mer om mänskligheten eller för att lära dem saker som de inte känner till. 
Q har vid ett tillfälle sagt att Picard är det närmaste han har av en vän i galaxen, vilket den andre inte håller med om. För det mesta verkar det som att han bryr sig om Picard vilket han visar på olika sätt. När Picard svävar mellan liv och död träder Q in som Gud i ett slags livet efter detta och erbjuder honom en chans att ändra på sitt liv. Det slutliga sättet som han visar sitt intresse i mänskligheten är när han skickar Jean-Luc framåt och bakåt i tiden för att lösa ett problem som kan leda till mänsklighetens undergång.
Picards relation till Q är därför komplicerad, och på grund av alla irriterande spratt som Q utsatt Picard för har han varnat resten av federationen för honom och Q-kontinuiteten.

### Benjamin Sisko
Till skillnad från Picard har Sisko endast träffat på Q vid ett tillfälle, men det räckte för att övertyga honom om att ryktena och varningarna om denna allsmäktiga varelse var sanna. 
I det fallet hade Q inte så mycket att göra med det problem som drabbade stationen; hela stationen drogs mot maskhålet som ligger i närheten av planeten Bajor. Orsaken var ett föremål från Gamma-kvadranten som hade förts dit av Qs före detta partner Vash, vilket hon tillsammans med bartendern Quark försökte sälja dyrt på en auktion. Q försökte hela tiden påpeka att han inte hade något med detta att göra, men blev inte trodd på grund av ryktet han hade. Till slut lyckades Sisko och hans besättning lista ut problemet och löste det innan stationen krossades av maskhålet. Sedan denna incident har Q inte setts till igen på stationen, vilket är en lättnad för Sisko.

### Kathryn Janeway
Q tar här tillfället i akt och raggar på den förvånade kaptenen, Kathryn Janeway (Star Trek Voyager).
Han erbjuder henne först att bli mamma till hans barn, då han själv är alldeles för självisk för att ta tag i sina kärleksbekymmer med den kvinnliga Q.
Några år senare får Q ett barn, denne dyker då upp i serien igen.
Lika okontrollerad som sin far hoppar han runt på rymdskeppet, förstör och roar sig med att göra warp-härden till ett disko.
Q har sammanlagt varit med i Star Trek Voyager tre gånger.

## Några kända medlemmar
Efter att Q har introducerat sig själv i The Next Generation dyker han och andra medlemmar ur Q-kontinuiteten upp med jämna mellanrum och ställer till med problem för medlemmarna i Stjärnflottan:

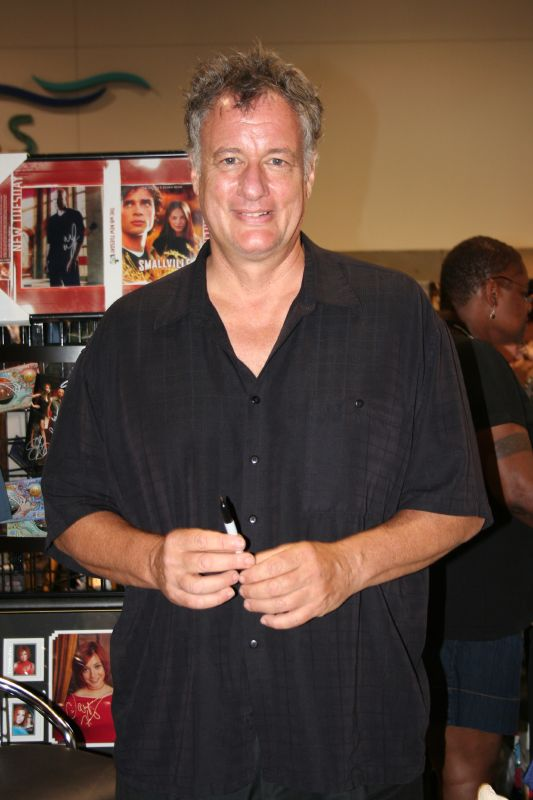
John de Lancie spelade Q.

- Q, den mest ökände av de medlemmar som introduceras i tv-serierna. Han gjorde första kontakten med mänskligheten i avsnittet Encounter at Farpoint där han introducerar sig för besättningen på Enterprise-D. Brukar spela spratt på befälen när han besöker dem; i serierna ser man honom skämta med Jean-Luc Picard, Benjamin Sisko och Kathryn Janeway. Han spelas av John de Lancie.

- Q2, en annan medlem av Q-kontinuiteten. Ansvarig för att Q blev utsparkad ur kontinuiteten och blev straffad till att leva som en dödlig varelse. Han spelas av Corbin Bernsen.

- Amanda Rogers, en ung kvinna med ovanliga krafter. Dessa krafter gör henne intressant för Q-kontinuiteten, och Q får i uppdrag att övertyga henne om att gå med i kontinuiteten. Hon ger senare upp sin mänsklighet och går med i kontinuiteten. Hon spelas av Olivia D'Abo.

- Q2/Quinn, en före detta filosof i kontinuiteten. På grund av oliktänkande har han dömts till att vistas för evigt inuti en komet; vilken han, omedvetet, befrias ifrån av kapten Janeway på Voyager. Han spelas av Gerrit Graham.

- Lady Q, en kvinnlig Q som är en gammal vän till den ökände Q. Hon har en nyckelroll i lösningen till ett pågående inbördeskrig inom Q-kontinuiteten; hon och Q förenar sig med varandra och skapar det första barnet som fötts av deras ras. Hon spelas av Suzie Plakson.

- Q Junior, son till Q och Lady Q samt gudson till kapten Janeway. Irriterar sin far så mycket att han blir skickad till sin gudmor i hopp om att hon ska kunna uppfostra honom. Han spelas av Keegan de Lancie.

## Avsnitt där en eller flera Q medverkat
Nedan följer en lista över de avsnitt där Q medverkat, ordnat efter Stardate.
| Nr | Avsnitt                           | Stardate | Serie |
| --- | --------------------------------- | -------- | ----- |
| I | "The Squire of Gothos (ej kanon)" | 2124.5   | TOS   |
| Under ett av sina uppdrag stöter Kirk och hans besättning på en mystisk och övernaturlig varelse vid namn Trelane som retar gallfeber på Kirk.                                                                   |                                   |          |       |
| II | "Encounter at Farpoint"           | 41153.7  | TNG   |
| Besättningen på det nyinsatta rymdskeppet Enterprise-D möter under sin jungfrufärd och första uppdrag den mystiske Q.                                                                                            |                                   |          |       |
| III | "Hide and Q"                      | 41590.5  | TNG   |
| Q återvänder till Enterprise för att fresta Riker till att gå med i Q-kontinuiteten. |                                   |          |       |
| IV | "Q Who?"                          | 42761.3  | TNG   |
| Q introducerar besättningen på Enterprise för Borgerna. |                                   |          |       |
| V | "Déjà Q"                          | 43539.1  | TNG   |
| Q bannlyses från Q-kontinuiteten och hamnar helt utan förvarning på Enterprise helt naken och hjälplös. |                                   |          |       |
| VI | "Q-Pid"                           | 44741.9  | TNG   |
| Q försöker återgälda en skuld till Picard efter incidenten vid deras tidigare möte, genom att skicka honom och besättningen in i Robin Hoods värld.                                                              |                                   |          |       |
| VII | "True Q"                          | 46192.3  | TNG   |
| Besättningen på Enterprise plockar upp en speciell flicka som besitter märkliga krafter, som anses vara intressanta av Q-kontinuiteten.                                                                          |                                   |          |       |
| VIII | "Q-Less"                          | 46531.2  | DS9   |
| Q och Vash dyker upp på Deep Space Nine och stationen utsätts för ett mystiskt systemfel. |                                   |          |       |
| IX | "Tapestry"                        | Okänt    | TNG   |
| Picard ligger skadad och svävar mellan liv och död. Helt plötsligt vaknar han upp i livet efter detta som leds av Q.                                                                                             |                                   |          |       |
| X | "All Good Things..."              | 47988.1  | TNG   |
| Med hjälp från Q reser Picard i tiden för att rädda mänskligheten. |                                   |          |       |
| XI | "Death Wish"                      | 49301.2  | VOY   |
| Mitt under sin långa resa hem stöter besättningen på rymdskeppet Voyager en komet som visar sig innehålla en självmordsbenägen Q. Denne försöker gömma sig från Q (de Lancie) och vill helst av allt bli dödlig. |                                   |          |       |
| XII | "The Q and the Grey"              | 50384.2  | VOY   |
| Q återvänder till Voyager för att försöka starta en relation mellan sig och kapten Janeway i hopp om att lösa ett inbördeskrig som brutit ut i Q-kontinuiteten.                                                  |                                   |          |       |
| XIII | "Q2"                              | 54704.5  | VOY   |
| Q har problem med att uppfostra sin son och återvänder till Voyager för att låta pojkens gudmor, Janeway, lära honom lite hyfs och fason.                                                                        |                                   |          |       |

## Q på DVD
Utöver de säsongsboxar som finns för alla Star Trek-serier med samtliga avsnitt som sänts, finns särskilda utgåvor med Q. År 2006 fick Star Trek-fansen rösta fram sina favoritavsnitt till särskilda samlingsvolymer under namnet Star Trek Fan Collective, som alla hade ett speciellt tema. Bland dessa samlingsvolymer fanns DVD:er med enbart Borg-, Klingon- och tidresoravsnitt. Q fanns också i omröstningarna och fick småningom en egen box, baserad på "Next Generation", med namnet Star Trek Fan Collection: Q, som inkluderar samtliga Q-avsnitt som har producerats.

## Annan media som Q förekommer i
| Medium                                                |
| Romaner                                               |
| ----------------------------------------------------- |
| Q-in-Law                                              |
| Q-Squared                                             |
| I, Q                                                  |
| Star Trek The Q Continuum (Q-Zone, Q-Space, Q-Strike) |
| Datorspel                                             |
| Star Trek: Borg                                       |

### Fotnoter
1. ↑  ”Star Trek: The Next Generation - Star Trek: The Q Fan Collective” (på engelska). TV Shows on DVD. 6 juni 2017. Arkiverad från originalet den 29 april 2016. https://web.archive.org/web/20160429002313/http://www.tvshowsondvd.com/releases/Star-Trek-Generation-Best-Of-Release/5689. Läst 9 juli 2017.